# Edward McCallion
Edward McCallion (Derry, 25 gennaio 1979) è un ex calciatore nordirlandese, di ruolo difensore.

## Carriera

### Club
Dal 1998 al 2012 ha indossato la maglia del Derry City, squadra della sua città natale.

## Palmarès
- Coppa di Lega irlandese: 4

Derry City: 1999-2000, 2005, 2006, 2008
- FAI Cup: 2

Derry City: 2002, 2006